# Xanthorhoe ansorgei
Xanthorhoe ansorgei là một loài bướm đêm trong họ Geometridae.